# Rally de Portugal de 2022
El Rally de Portugal de 2022, oficialmente 55.º Vodafone Rally de Portugal, fue la quincuagésima quinta edición y la cuarta ronda de la temporada 2022 del Campeonato Mundial de Rally. Se celebró del 19 al 22 de mayo y contó con un itinerario de veintiún tramos sobre tierra que sumaban un total de 330,17 km cronometrados.

## Lista de inscritos
| Num.                       | Piloto                   | Copiloto                 | Automóvil                | Equipo                           | Neu.                     |
| World Rally Championship   | World Rally Championship | World Rally Championship | World Rally Championship | World Rally Championship         | World Rally Championship |
| -------------------------- | ------------------------ | ------------------------ | ------------------------ | -------------------------------- | ------------------------ |
| 1                          | Sébastien Ogier          | Benjamin Veillas         | Toyota GR Yaris Rally1   | Toyota Gazoo Racing WRT          | P                        |
| 6                          | Dani Sordo               | Cándido Carrera          | Hyundai i20 N Rally1     | Hyundai Shell Mobis WRT          | P                        |
| 7                          | Pierre-Louis Loubet      | Vincent Landais          | Ford Puma Rally1         | M-Sport Ford WRT                 | P                        |
| 8                          | Ott Tänak                | Martin Järveoja          | Hyundai i20 N Rally1     | Hyundai Shell Mobis WRT          | P                        |
| 11                         | Thierry Neuville         | Martijn Wydaeghe         | Hyundai i20 N Rally1     | Hyundai Shell Mobis WRT          | P                        |
| 16                         | Adrien Fourmaux          | Alexandre Coria          | Ford Puma Rally1         | M-Sport Ford WRT                 | P                        |
| 18                         | Takamoto Katsuta         | Aaron Johnston           | Toyota GR Yaris Rally1   | Toyota Gazoo Racing WRT NG       | P                        |
| 19                         | Sebastien Loeb           | Isabelle Galmiche        | Ford Puma Rally1         | M-Sport Ford WRT                 | P                        |
| 33                         | Elfyn Evans              | Scott Martin             | Toyota GR Yaris Rally1   | Toyota Gazoo Racing WRT          | P                        |
| 42                         | Craig Breen              | Paul Nagle               | Ford Puma Rally1         | M-Sport Ford WRT                 | P                        |
| 44                         | Gus Greensmith           | Jonas Andersson          | Ford Puma Rally1         | M-Sport Ford WRT                 | P                        |
| 69                         | Kalle Rovanperä          | Jonne Halttunen          | Toyota GR Yaris Rally1   | Toyota Gazoo Racing WRT          | P                        |
| World Rally Championship 2 |                          |                          |                          |                                  |                          |
| 20                         | Andreas Mikkelsen        | Torstein Eriksen         | Škoda Fabia Rally2 Evo   | Toksport WRT                     | P                        |
| 21                         | Teemu Suninen            | Mikko Markkula           | Hyundai i20 N Rally2     | Hyundai Motorsport N             | P                        |
| 23                         | Oliver Solberg           | Elliott Edmondson        | Hyundai i20 N Rally2     | Hyundai Motorsport N             | P                        |
| 24                         | Marco Bulacia            | Marcelo Der Ohannesian   | Škoda Fabia Rally2 Evo   | Toksport WRT                     | P                        |
| 25                         | Kajetan Kajetanowicz     | Maciej Szczepaniak       | Škoda Fabia Rally2 Evo   | Kajetan Kajetanowicz             | P                        |
| 26                         | Yohan Rossel             | Valentin Sarreaud        | Citroën C3 Rally2        | PH Sport                         | P                        |
| 27                         | Chris Ingram             | Craig Drew               | Škoda Fabia Rally2 Evo   | Chris Ingram                     | P                        |
| 28                         | Jan Solans               | Rodrigo Sanjuan          | Citroën C3 Rally2        | Jan Solans                       | P                        |
| 29                         | Eric Camilli             | Thibault de la Haye      | Citroën C3 Rally2        | Saintéloc Junior Team            | P                        |
| 30                         | Eerik Pietarinen         | Antti Linnaketo          | Volkswagen Polo GTI R5   | Eerik Pietarinen                 | P                        |
| 31                         | Georg Linnamäe           | James Morgan             | Volkswagen Polo GTI R5   | ALM Motorsport                   | P                        |
| 32                         | Erik Cais                | Petr Těšínský            | Ford Fiesta Rally2       | Yacco ACCR Team                  | P                        |
| 34                         | Bruno Bulacia            | Marc Martí               | Škoda Fabia Rally2 Evo   | Bruno Bulacia Wilkinson          | P                        |
| 35                         | Fabrizio Zaldivar        | Carlos del Barrio        | Hyundai i20 N Rally2     | Hyundai Motorsport N             | P                        |
| 36                         | Josh McErlean            | James Fulton             | Hyundai i20 N Rally2     | Josh McErlean                    | P                        |
| 37                         | Stéphane Lefebvre        | Andy Malfoy              | Citroën C3 Rally2        | Stéphane Lefebvre                | P                        |
| 38                         | Armindo Araújo           | Luís Ramalho             | Škoda Fabia Rally2 Evo   | Armindo Araújo                   | P                        |
| 39                         | Benito Guerra Jr.        | Sara Fernández           | Škoda Fabia Rally2 Evo   | Benito Guerra Jr.                | P                        |
| 40                         | Miguel Correia           | Jorge Carvalho           | Škoda Fabia Rally2 Evo   | Miguel Correia                   | P                        |
| 41                         | Sean Johnston            | Alexander Kihurani       | Citroën C3 Rally2        | Saintéloc Junior Team            | P                        |
| 43                         | Bruno Magalhães          | Carlos Magalhães         | Hyundai i20 N Rally2     | Bruno Magalhães                  | P                        |
| 45                         | Mikołaj Marczyk          | Szymon Gospodarczyk      | Škoda Fabia Rally2 Evo   | Mikołaj Marczyk                  | P                        |
| 46                         | José Pedro Fontes        | Inês Ponte               | Citroën C3 Rally2        | José Pedro Fontes                | P                        |
| 47                         | Armin Kremer             | Timo Gottschalk          | Škoda Fabia Rally2 Evo   | Armin Kremer                     | P                        |
| 48                         | Pedro Almeida            | Mário Castro             | Škoda Fabia Rally2 Evo   | Pedro Almeida                    | P                        |
| 49                         | Martin Prokop            | Michal Ernst             | Ford Fiesta Rally2       | Martin Prokop                    | P                        |
| 50                         | Pedro Meireles           | Pedro Alves              | Hyundai i20 N Rally2     | Pedro Meireles                   | P                        |
| 51                         | Emilio Fernández         | Axel Coronado            | Škoda Fabia Rally2 Evo   | Emilio Fernández                 | P                        |
| 52                         | Ricardo Teodósio         | José Teixeira            | Hyundai i20 N Rally2     | Ricardo Teodósio                 | P                        |
| 53                         | Rakan Al-Rashed          | Hugo Magalhães           | Volkswagen Polo GTI R5   | Rakan Al-Rashed                  | P                        |
| 54                         | Lucas Simões             | Nuno Almeida             | Hyundai i20 R5           | Lucas Simões                     | P                        |
| 55                         | Paulo Nobre              | Gabriel Morales          | Škoda Fabia Rally2 Evo   | Paulo Nobre                      | P                        |
| 56                         | Diogo Salvi              | Miguel Ramalho           | Škoda Fabia R5           | Diogo Salvi                      | P                        |
| 57                         | Patrick Déjean           | Yannick Jammes           | Ford Fiesta R5           | Patrick Déjean                   | P                        |
| 58                         | Paulo Caldeira           | Ana Gonçalves            | Citroën C3 Rally2        | Paulo Caldeira                   | P                        |
| 59                         | Alexander Villanueva     | José Murado González     | Škoda Fabia Rally2 Evo   | Alexander Villanueva             | P                        |
| 60                         | Francisco Teixeira       | João Serôdio             | Škoda Fabia Rally2 Evo   | Francisco Teixeira               | P                        |
| 61                         | Paul Rowley              | Andy Hayes               | Hyundai i20 N Rally2     | Paul Rowley                      | P                        |
| 62                         | Frédéric Rosati          | Stéphane Prévot          | Hyundai i20 N Rally2     | Frédéric Rosati                  | P                        |
| 63                         | Fabrizio Arengi          | Massimiliano Bosi        | Škoda Fabia Rally2 Evo   | Fabrizio Arengi Bentivoglio      | P                        |
| 64                         | Miguel Díaz-Aboitiz      | Jordi Hereu              | Škoda Fabia Rally2 Evo   | Miguel Díaz-Aboitiz              | P                        |
| World Rally Championship 3 |                          |                          |                          |                                  |                          |
| 66                         | Sami Pajari              | Enni Mälkönen            | Ford Fiesta Rally3       | Sami Pajari                      | P                        |
| 67                         | Lauri Joona              | Mikael Korhonen          | Ford Fiesta Rally3       | Lauri Joona                      | P                        |
| 68                         | William Creighton        | Liam Regan               | Ford Fiesta Rally3       | Motorsport Ireland Rally Academy | P                        |
| 72                         | McRae Kimathi            | Stuart Loudon            | Ford Fiesta Rally3       | McRae Kimathi                    | P                        |
| Fuente: ewrc-results.com   |                          |                          |                          |                                  |                          |

## Itinerario
| Día                      | Tramo | Nombre                | Distancia | Ganador de la etapa | Automóvil              | Tiempo  | Líder de la general |
| ------------------------ | ----- | --------------------- | --------- | ------------------- | ---------------------- | ------- | ------------------- |
| Día 1 (19 de mayo)       | —     | Paredes (Shakedown)   | 4.62 km   | Elfyn Evans         | Toyota GR Yaris Rally1 | 2:56.1  | —                   |
| Día 1 (19 de mayo)       | SS1   | SSS Coimbra           | 2.82 km   | Thierry Neuville    | Hyundai i20 N Rally1   | 2:37.9  | Thierry Neuville    |
| Día 2 (20 de mayo)       | SS2   | Lousã 1               | 12.03 km  | Elfyn Evans         | Toyota GR Yaris Rally1 | 8:58.9  | Elfyn Evans         |
| Día 2 (20 de mayo)       | SS3   | Góis 1                | 19.33 km  | Elfyn Evans         | Toyota GR Yaris Rally1 | 13:12.7 | Elfyn Evans         |
| Día 2 (20 de mayo)       | SS4   | Arganil 1             | 18.72 km  | Sebastien Loeb      | Ford Puma Rally1       | 11:48.0 | Sebastien Loeb      |
| Día 2 (20 de mayo)       | SS5   | Lousã 2               | 12.03 km  | Sebastien Ogier     | Toyota GR Yaris Rally1 | 8:58.7  | Elfyn Evans         |
| Día 2 (20 de mayo)       | SS6   | Góis 2                | 19.33 km  | Elfyn Evans         | Toyota GR Yaris Rally1 | 13:12.6 | Elfyn Evans         |
| Día 2 (20 de mayo)       | SS7   | Arganil 2             | 18.72 km  | Kalle Rovanperä     | Toyota GR Yaris Rally1 | 11:51.6 | Elfyn Evans         |
| Día 2 (20 de mayo)       | SS8   | Mortágua              | 18.16 km  | Kalle Rovanperä     | Toyota GR Yaris Rally1 | 12:01.7 | Elfyn Evans         |
| Día 2 (20 de mayo)       | SS9   | SSS Lousada           | 3.36 km   | Elfyn Evans         | Toyota GR Yaris Rally1 | 2:37.7  | Elfyn Evans         |
| Día 3 (21 de mayo)       | SS10  | Vieira do Minho 1     | 17.48 km  | Elfyn Evans         | Toyota GR Yaris Rally1 | 13:37.9 | Elfyn Evans         |
| Día 3 (21 de mayo)       | SS11  | Cabeceiras de Basto 1 | 22.03 km  | Kalle Rovanperä     | Toyota GR Yaris Rally1 | 13:26.8 | Elfyn Evans         |
| Día 3 (21 de mayo)       | SS12  | Amarante 1            | 37.24 km  | Elfyn Evans         | Toyota GR Yaris Rally1 | 25:02.3 | Elfyn Evans         |
| Día 3 (21 de mayo)       | SS13  | Vieira do Minho 2     | 17.48 km  | Kalle Rovanperä     | Toyota GR Yaris Rally1 | 13:36.9 | Elfyn Evans         |
| Día 3 (21 de mayo)       | SS14  | Cabeceiras de Basto 2 | 22.03 km  | Kalle Rovanperä     | Toyota GR Yaris Rally1 | 13:28.6 | Elfyn Evans         |
| Día 3 (21 de mayo)       | SS15  | Amarante 2            | 37.24 km  | Thierry Neuville    | Hyundai i20 N Rally1   | 24:42.2 | Kalle Rovanperä     |
| Día 3 (21 de mayo)       | SS16  | SSS Porto - Foz       | 3.30 km   | Josh McErlean       | Hyundai i20 N Rally2   | 3:21.2  | Kalle Rovanperä     |
| Día 4 (22 de mayo)       | SS17  | Felgueiras 1          | 8.91 km   | Kalle Rovanperä     | Toyota GR Yaris Rally1 | 5:57.0  | Kalle Rovanperä     |
| Día 4 (22 de mayo)       | SS18  | Montim                | 8.69 km   | Ott Tänak           | Hyundai i20 N Rally1   | 5:34.3  | Kalle Rovanperä     |
| Día 4 (22 de mayo)       | SS19  | Fafe 1                | 11.18 km  | Ott Tänak           | Hyundai i20 N Rally1   | 6:32.3  | Kalle Rovanperä     |
| Día 4 (22 de mayo)       | SS20  | Felgueiras 2          | 8.91 km   | Kalle Rovanperä     | Toyota GR Yaris Rally1 | 5:54.7  | Kalle Rovanperä     |
| Día 4 (22 de mayo)       | SS21  | Fafe 2 (Power Stage)  | 11.18 km  | Kalle Rovanperä     | Toyota GR Yaris Rally1 | 6:28.2  | Kalle Rovanperä     |
| Fuente: ewrc-results.com |       |                       |           |                     |                        |         |                     |

### Power stage
El power stage fue una etapa de 11.18 km al final del rally. Se otorgaron puntos adicionales del Campeonato Mundial a los cinco más rápidos.
| Pos. | Piloto           | Copiloto         | Coche                  | Equipo                  | Tiempo | Puntos |
| ---- | ---------------- | ---------------- | ---------------------- | ----------------------- | ------ | ------ |
| 1    | Kalle Rovanperä  | Jonne Halttunen  | Toyota GR Yaris Rally1 | Toyota Gazoo Racing WRT | 6:28.2 | 5      |
| 2    | Dani Sordo       | Cándido Carrera  | Hyundai i20 N Rally1   | Hyundai Shell Mobis WRT | +2.1   | 4      |
| 3    | Thierry Neuville | Martijn Wydaeghe | Hyundai i20 N Rally1   | Hyundai Shell Mobis WRT | +3.1   | 3      |
| 4    | Ott Tänak        | Martin Järveoja  | Hyundai i20 N Rally1   | Hyundai Shell Mobis WRT | +3.1   | 2      |
| 5    | Elfyn Evans      | Scott Martin     | Toyota GR Yaris Rally1 | Toyota Gazoo Racing WRT | +6.2   | 1      |

## Clasificación final
| World Rally Championship   | World Rally Championship | World Rally Championship | World Rally Championship | World Rally Championship   | World Rally Championship | World Rally Championship | World Rally Championship |
| Pos.                       | Piloto                   | Copiloto                 | Automóvil                | Equipo                     | Neumático                | Tiempo                   | Puntos                   |
| -------------------------- | ------------------------ | ------------------------ | ------------------------ | -------------------------- | ------------------------ | ------------------------ | ------------------------ |
| 1                          | Kalle Rovanperä          | Jonne Halttunen          | Toyota GR Yaris Rally1   | Toyota Gazoo Racing WRT    | P                        | 3:44:19.2                | 25                       |
| 2                          | Elfyn Evans              | Scott Martin             | Toyota GR Yaris Rally1   | Toyota Gazoo Racing WRT    | P                        | +15.2                    | 18                       |
| 3                          | Dani Sordo               | Cándido Carrera          | Hyundai i20 N Rally1     | Hyundai Shell Mobis WRT    | P                        | +2:17.3                  | 15                       |
| 4                          | Takamoto Katsuta         | Aaron Johnston           | Toyota GR Yaris Rally1   | Toyota Gazoo Racing WRT NG | P                        | +2:19.4                  | 12                       |
| 5                          | Thierry Neuville         | Martijn Wydaeghe         | Hyundai i20 N Rally1     | Hyundai Shell Mobis WRT    | P                        | +2:37.8                  | 10                       |
| 6                          | Ott Tänak                | Martin Järveoja          | Hyundai i20 N Rally1     | Hyundai Shell Mobis WRT    | P                        | +4:45.7                  | 8                        |
| 7                          | Pierre-Louis Loubet      | Vincent Landais          | Ford Puma Rally1         | M-Sport Ford WRT           | P                        | +5:52.1                  | 6                        |
| 8                          | Craig Breen              | Paul Nagle               | Ford Puma Rally1         | M-Sport Ford WRT           | P                        | +7:03.4                  | 4                        |
| 9                          | Adrien Fourmaux          | Alexandre Coria          | Ford Puma Rally1         | M-Sport Ford WRT           | P                        | +8:09.6                  | 2                        |
| 10                         | Yohan Rossel             | Valentin Sarreaud        | Citroën C3 Rally2        | PH Sport                   | P                        | +13:48.9                 | 1                        |
| World Rally Championship 2 |                          |                          |                          |                            |                          |                          |                          |
| 1 (10.)                    | Yohan Rossel             | Valentin Sarreaud        | Citroën C3 Rally2        | PH Sport                   | P                        | 3:58:08.1                | 25                       |
| 2 (11.)                    | Kajetan Kajetanowicz     | Maciej Szczepaniak       | Škoda Fabia Rally2 Evo   | Kajetan Kajetanowicz       | P                        | +1:12.1                  | 18                       |
| 3 (12.)                    | Chris Ingram             | Craig Drew               | Škoda Fabia Rally2 Evo   | Chris Ingram               | P                        | +5:54.7                  | 15                       |
| 4 (13.)                    | Mikołaj Marczyk          | Szymon Gospodarczyk      | Škoda Fabia Rally2 Evo   | Mikołaj Marczyk            | P                        | +7:09.4                  | 12                       |
| 5 (14.)                    | Armindo Araújo           | Luís Ramalho             | Škoda Fabia Rally2 Evo   | Armindo Araújo             | P                        | +7:47.9                  | 10                       |
| 6 (15.)                    | Ricardo Teodósio         | José Teixeira            | Hyundai i20 N Rally2     | Ricardo Teodósio           | P                        | +8:10.4                  | 8                        |
| 7 (16.)                    | Martin Prokop            | Michal Ernst             | Ford Fiesta Rally2       | Martin Prokop              | P                        | +9:24.7                  | 6                        |
| 8 (21.)                    | Jean-Michel Raoux        | Laurent Magat            | Volkswagen Polo GTI R5   | Jean-Michel Raoux          | P                        | +31:35.7                 | 4                        |
| 9 (22.)                    | Frédéric Rosati          | Stéphane Prévot          | Hyundai i20 N Rally2     | Frédéric Rosati            | P                        | +31:38.0                 | 2                        |
| 10 (23.)                   | Rakan Al-Rashed          | Hugo Magalhães           | Volkswagen Polo GTI R5   | Rakan Al-Rashed            | P                        | +34:17.2                 | 1                        |
| World Rally Championship 3 |                          |                          |                          |                            |                          |                          |                          |
| 1 (17.)                    | Sami Pajari              | Enni Mälkönen            | Ford Fiesta Rally3       | Sami Pajari                | P                        | 4:13:33.2                | 25                       |
| 2 (18.)                    | Lauri Joona              | Mikael Korhonen          | Ford Fiesta Rally3       | Lauri Joona                | P                        | +4:30.2                  | 18                       |
| 3 (52.)                    | McRae Kimathi            | Stuart Loudon            | Ford Fiesta Rally3       | McRae Kimathi              | P                        | +1:56:38.9               | 15                       |
| Fuente: ewrc-results.com   |                          |                          |                          |                            |                          |                          |                          |

## Clasificaciones tras el rally
| Posición | Piloto           | Puntos | Cambios de posición |
| -------- | ---------------- | ------ | ------------------- |
| 1        | Kalle Rovanperä  | 106    | Sin cambios         |
| 2        | Thierry Neuville | 60     | Sin cambios         |
| 3        | Takamoto Katsuta | 38     | Crecimiento         |
| 4        | Ott Tänak        | 37     | Crecimiento         |
| 5        | Elfyn Evans      | 36     | Crecimiento         |

| Posición | Equipo                     | Puntos | Cambios de posición |
| -------- | -------------------------- | ------ | ------------------- |
| 1        | Toyota Gazoo Racing WRT    | 175    | Sin cambios         |
| 2        | Hyundai Shell Mobis WRT    | 116    | Sin cambios         |
| 3        | M-Sport Ford WRT           | 94     | Sin cambios         |
| 4        | Toyota Gazoo Racing WRT NG | 42     | Sin cambios         |